# Elaphoglossum eximium
Elaphoglossum eximium là một loài thực vật có mạch trong họ Lomariopsidaceae. Loài này được (Mett.) Christ mô tả khoa học đầu tiên năm 1899.